# Maria Enriqueta Montoro Bravo

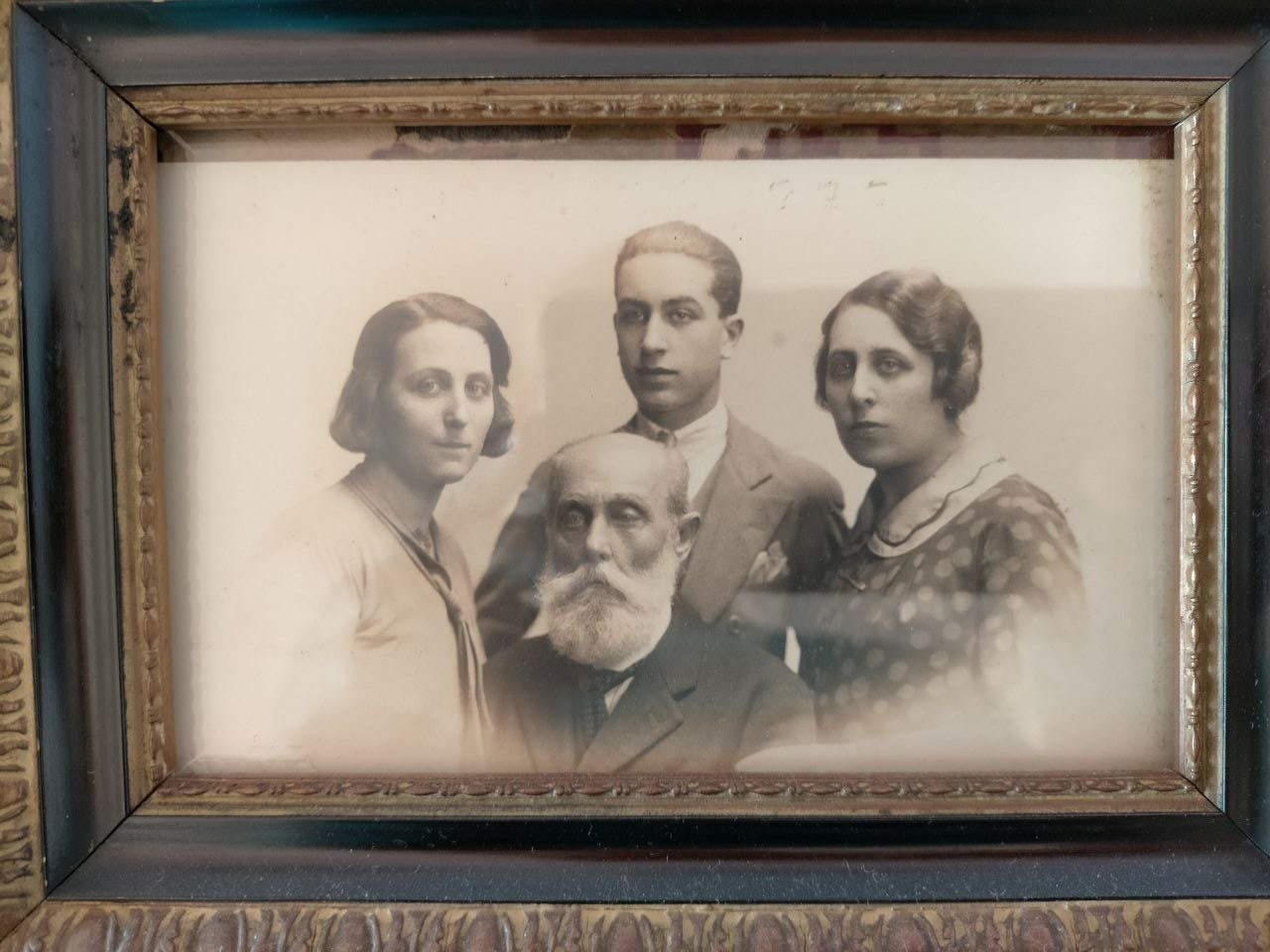
Maria Enriqueta Montoro amb el seu pare, germana i cunyat

Maria Enriqueta Montoro Bravo   (Barcelona, 26 de febrer de 1892 - Barcelona, agost 1969) coneguda també com a Manri Montoro va ser una dona catalana, republicana i comunista. Represaliada pel franquisme, va complir una llarga condemna a la Presó de dones de les Corts. Va participar en la reconstrucció del PSUC a la clandestinitat.

## Biografia
Nascuda a Barcelona, filla d'Enrique Montoro Padilla, conestable de l'armada (1856-1934) nascut a Cuevas de Vera (Província d'Almeria) i de Maria Bravo Gutiérrez, nascuda a Màlaga, era una dona culta, feminista, republicana i d'ideologia esquerrana. Ella i la seva germana Ida Montoro (1894-1976) varen ser alumnes de petites de la recent creada Escola Moderna de Francesc Ferrer i Guàrdia.
Va tenir una llarga trajectòria laica, republicana i feminista, participant de moltes de les iniciatives feministes de les dècades de 1920 i 1930. Es troba amb Carme Karr i Alfonsetti a Acció Femenina en la dècada de 1920 com a secretària. Per divergències amb els canvis d’estatuts d’Acció Femenina, que perden la condició de laïcitat, ella i altres dones deixen aquella associació i funden l'Ateneu Republicà Femení, que van dissoldre després de la proclamació de la República «perquè ja no tenia raó d'existir».
L’any 1931 va formar part de l'Ateneu Pi Margall. També va participar l’any 1932 del Front Únic Femení Esquerrista i va ser membre del primer Comitè Central, presidit per Rosa Maria Arquimbau i Cardil, amb Àngela Graupera i Gil i Anna Murià i Romaní com a vicepresidentes primera i segona respectivament i Maria Dolors Bargalló i Serra com a secretària; Montoro en va ser vicesecretària.
Va ser una de les divuit dones militants de diversos partits progressistes (Esquerra Republicana, Partit Radical Democràtic, Acció Republicana, Acció Catalana, Unió Socialista de Catalunya i Partit Republicà Radical Socialista Català) que el gener de 1934 van signar «un manifest a les dones d'esquerra» en què demanaven que, en les properes eleccions municipals, les dones d'esquerra votessin les candidatures de coalició republicana.
El 1934 participa al Club Femení i d'Esports de Barcelona com a secretària general, sent-ne la presidenta el gener de 1935.
Persona generosa i de bons sentiments, durant la Guerra Civil es va mantenir al marge del conflicte i fins i tot va ajudar alguns religiosos perseguits, ja que ella tenia una tia monja, Carmen Montoro Padilla, morta el 1937 a Almeria. A final del 1939 es va presentar a casa seva el dirigent Alejandro Matos (Julio) del PSUC demanant-li col·laboració per ajudar els presos polítics, les seves famílies i els exiliats, Enriqueta s'hi va avenir i cotitzà 2 pessetes mensuals pel partit i quantitats que oscil·laven entre 5 i 20 pessetes pel Socors Roig Internacional.
El gener de 1940 fou desarticulada la primera direcció del PSUC a la clandestinitat i Alejandro Matos va ser torturat i assassinat a la comissaria. El nom de Maria Enriqueta apareixia en els seus documents i va ser detinguda juntament amb tots els components del grup.
L'informe favorable de l'empresa Unicolor, S.A., que remarcava la seva rectitud i fidelitat, els informes de la Falange i de l'inspector Eduardo Quintela Bóveda, que la definien com «una persona moderada, d'ideologia republicana, però de bons sentiments, excel·lents costums morals i enemiga de qualsevol llibertinatge», no van servir per evitar que fos condemnada a 12 anys i 1 dia de presó.
Traslladada a la Presó de dones de les Corts, esdevingué juntament amb Maria de la Purificación de la Aldea, una figura respectada fins i tot per les monges, per la seva capacitat d'organització, ajuda i solidaritat envers les preses més desfavorides.
Mai va renunciar als seus ideals, que es van fer més forts a la presó. Un cop aconseguida la llibertat condicional el 1948, es va instal·lar a Barcelona i va conviure uns anys amb la seva companya de presó María de la Purificación de la Aldea y Ruiz de Castañeda, exfuncionària represaliada, que també havia estat inhabilitada del seu ofici de llevadora. Subsistien totes dues amb feines de costura a domicili i van participar activament en tots els intents de reconstrucció del PSUC, essent una vegada més detingudes i encausades el 1958 en un procediment sumaríssim que s'havia obert uns mesos abans i va durar diversos anys.

## Memòria històrica
Durant la dècada de 1970 la militant comunista i expresa política Tomasa Cuevas Gutiérrez havia tornat de l'exili i es dedicava a recórrer Espanya seguint el rastre d'antigues companyes de captiveri, recopilant llurs memòries i deixant escrita una valuosa trilogia que va ser publicada en la dècada de 1980 sense massa ressò. Posteriorment, fou reeditada el 1994 en un sol volum de 913 pàgines titulat: Testimonios de mujeres en las cárceles Franquistas. En el capítol dedicat a la Presó de dones de les Corts, apareix Maria Enriqueta Montoro Bravo citada en diverses ocasions com una presa emblemàtica, recordada amb agraïment i admiració.
El 1994 la violinista anglesa Mavis Bacca Dowden va publicar el llibre Acusada d'espia a la Barcelona Franquista, 1939-1943, en què rememorava el seu pas per la Presó de dones de les Corts i coincidia a considerar Maria Enriqueta Montoro Bravo un exemple d'enteresa i solidaritat.